# Гюббенет Борис Якович
Борис Якович фон Гюббенет (1828—1898) — київський поліцмейстер (1866—1882), дійсний статський радник (1874).

## Життєпис
Народився 1828 року православний, уродженець Ліфляндської губернії, дворянин. У 1845 році унтер-офіцер кірасирського полку. У 1861—1866 роках — чиновник з особливих доручень при командуючому Оренбурзького окремого корпусу.
У 1866—1882 роках київський поліцмейстер. У відставку вийшов після першого в Києві єврейського погрому, спровокованого владою в помсту за вбивство царя Олександра II. Гюббенет не брав участь у цій ганебній авантюрі, пославшись на серйозну травму ноги, отриману під час заворушень. Свого часу про поліцмейстера Гюббенета ходило по місту чимало кумедних оповідань і анекдотів.
Зазвичай всі поліцмейстера приймали у себе в управлінні приставів, які були до них з рапортами. Але Гюббенет приставів у себе не приймав. Він вислуховував їх доповіді біля будівлі Київської міської думи. Нерідко Гюббенет вирушав з дому пішки, заглядав по шляху на Бессарабський ринок, де купував провізію і потім по Хрещатику вирушав до думи. По дорозі його супроводжували околодочні наглядачі і коли супроводжуючих збиралося дуже багато, то він їх розганяв, нерідко пускаючи в хід нецензурні вирази.
Гюббенет ворогував з київськими студентами і так допік останнім, що вони навіть розмістили в газеті неправдиве повідомлення про смерть головного поліцейського чину міста. Поліцмейстеру довелося давати спростування.
Був він надзвичайно вимогливим до своїх підлеглих. Особливо суворо стежив за зовнішнім виглядом приставів, околоточних і городових. нецензурна лайка в його устах за адресою недбайливих поліцейських була повсякденним явищем.
Існує легенда про Гюббенета та київського купця Миколи Хрякова. Якось перед самим приїздом до Києва імператора поліція видала розпорядження, щоб домовласники почистили перед своїми будинками тротуари і скололи кригу. Мільйонер Микола Хряков вирішив, що якщо поліції потрібно - хай сама і чистить. Оскаженілий поліцмейстер наказав пригнати півсотні арештантів, які за короткий термін скололи лід перед купецьким будинком. Потім Гюббенет піднявся сходами до парадних дверей хряківського будинку і закричав: «Відкрийте, поліція!». Відкрила двері перелякана прислуга і з жахом дивилася, як арештанти в казенних робах, розмазуючи брудний сніг по блискучому паркету, скидали сколений лід в ошатному вестибюлі Хрякова.

## Сім'я
- батько — Якоб Антон фон Гюббенет (?-†1856), підпоручик
- мати — Аугуста фон Fässing
- брат — Гюббенет Християн Якович (1822—1873), хірург, професор Київського університету.
- брат — Гюбеннет Адольф Якович (1830—1901), міністр шляхів сполучень
- брат — Гюббенет Оскар Якович (1835—1906), генерал від інфантерії
- дружина — Луїза Християнівна Ротерман
- син — Гюббенет Віктор Борисович (1862—1938), хірург, доктор медицини.
- донька — Яворська Лідія Борисівна (1869—1921), театральна актриса.